# El bosc en perill
El bosc en perill (títol original: Kalle Stropp och Grodan Boll på svindlande äventyr) és un llargmetratge d'animació suec dirigit per Jan Gissberg i estrenat l'any 1991. Ha estat doblat al català.
Adaptat de ficcions radiofòniques i dels llibres de l'autor suec Thomas Funck que posen en escena el saltamartí Charlie (Kalle Stropp) i la granota Froggy (Grodan Boll).

## Argument
La història es desenvolupa a l'època contemporània i comença em un bosc on viuen Charlie el saltamartí i Froggy la granota. Un dia, tots dos perceben un senyal estrany en els arbres del bosc. L'home de metall Plåt-Niklas, el seu amic, construeix un telescopi amb la finalitat de examinar-ho. S'adona que és un senyal d'alarma. Els tres amics, acompanyats de Papegojan el lloro, es posen en marxa per examinar-ho de més a prop. Troben llavors el poble de les Pomes de pi, que ha enviat el senyal d'alarma per cridar la gent del bosc a l'ajuda contra els homes de negocis malintencionats d'una gran empresa, Tonto-Turbo, que tenen com a projecte tallar una bona part dels arbres del bosc. Charlie, Froggy i els seus amics s'ajunten llavors a les Pomes de pi, i en particular a una poma de pi enèrgic, Kottegrön, per buscar un mitjà de salvar el seu bosc.

## Veus originals
- Thomas Funck: Charlie / Froggy / Papegojan / Plåt-Niklas / Räven
- Åsa Bjerkerot: la princesa
- Eva Funck: la reina
- Stig Grybe: el rei
- Thorsten Flinck, Peter Dalle, Claes Månsson: Hacke,Macke,Acke